# 紺野相龍
紺野 相龍（こんの そうりゅう、1956年6月22日 - ）は、日本の声優、俳優。青森県出身。地球儀所属。以前はスターダス・21に所属していた。
アマチュアの落語家としても活動しており、落語家としての名義は参遊亭遊鬼（さんゆうていゆうき）。

## 略歴
舞台芸術学院卒業。

## 出演

### テレビアニメ
2009年
- スティッチ!（2009年 - 2010年、本田さん） - 2シリーズ

2010年
- 銀魂（局員）
- 黒執事II（男B）

2012年
- LUPIN the Third -峰不二子という女-（養蜂場のおじさん）

2015年
- アクエリオンロゴス（噺家）

2016年
- ユーリ!!! on ICE（勝生利也）

2018年
- ルパン三世 PART5（将軍A）

2020年
- サザエさん

2021年
- ルパン三世 PART6（マーキス）

2025年
- 謎解きはディナーのあとで（吉田）

### 劇場アニメ
- ルパン三世 THE FIRST（警部）

### ゲーム
- 龍が如く（2005年）
- ハリー・ポッター:魔法の覚醒（2023年、アルバス・ダンブルドア）

### 吹き替え

#### 映画
- グエムル-漢江の怪物-
- 光州5・18（神父）
- ジェイン・オースティン 秘められた恋
- スモーキング・ハイ
- セントアンナの奇跡（ルドヴィコ〈オメロ・アントヌッティ〉）
- ツーリスト
- ディープ・アンダーカバー
- 唐山大地震（牛〈ニウ〉）
- HACHI 約束の犬（ケン〈ケイリー＝ヒロユキ・タガワ〉）
- バトルフィールド・アビス
- 瞳の奥の秘密
- フォードvsフェラーリ（フィル・レミントン〈レイ・マッキノン〉）
- ホースメン（グレガー）
- 恋愛睡眠のすすめ

#### ドラマ
- イルジメ〜一枝梅（チャン・ポギョ〈イ・ウォンジェ〉）
- 風の国（ミョンジン〈キム・ギュチョル〉）
- グッド・ワイフ シーズン3 #7 #12 #21（ハル・フェリス判事〈ジェイ・O・サンダース〉）
- クリミナル・マインド9 FBI行動分析課 #2（ビル・ロビンス）
- ザ・ユニット 米軍極秘部隊
- 山賊のむすめローニャ（スカッレ・ペール）
- 製パン王 キム・タック
- 善徳女王（ウルチェ〈シン・グ〉）
- チャームド 〜魔女3姉妹〜
- 朱蒙（トチ〈イ・ウォンジェ〉）
- 鉄の王 キム・スロ（ムルセ、オドガン、パルロ国の長、商人）
- HAWAII FIVE-0
  - シーズン1 #14（Mr.チー〈ツィ・マー〉）
  - シーズン2 #20（フランク・ポラード）
- 弁護士イーライのふしぎな日常
- ボストン・リーガル（ポール・ルイストン〈ルネ・オーベルジョノワ〉）
- ボルジア家 愛と欲望の教皇一族
- 名探偵モンク
- 私はラブ・リーガル
- Law＆Order：UK #11（フィリップ・ウッドリー〈デニス・ローソン〉）

#### アニメ
- ヒックとドラゴン 〜バーク島の冒険〜
- ランゴ（パパ・ジョード）
- すすめ!オクトノーツ（インクリング教授）
- オクトノーツと地上のミッション（インクリング教授）

### ドラマCD
- めくるめく（老人先生）

### テレビドラマ
- 相棒 Season8 第8話（2009年12月9日、テレビ朝日） - 佐藤由紀の父 役
- 水曜ミステリー9「森村誠一サスペンス 刑事の証明3」（2012年5月23日、テレビ東京） - 勝俣茂久 役
- 日曜劇場 聖なる怪物たち（2012年、テレビ朝日） - 教授 役
- 土曜プレミアム 世にも奇妙な物語 2013年 秋の特別編「人間電子レンジ｣ （2013年、フジテレビ） - 担当者 役
- ドクターX〜外科医・大門未知子〜（2013年、テレビ朝日） - 委員長 役
- 刑事吉永誠一 涙の事件簿（2013年、テレビ東京＝BSジャパン） - 松原医師 役
- 絶対零度（2014年、日本テレビ） - 南勝昭 役
- 世にも奇妙な物語 25周年記念!秋の2週連続SP「〜思い出を売る男〜」（2015年、フジテレビ） - 部長
- 遺産争族（2015年、テレビ朝日） - 田中 役
- ドラマW（WOWOW）
  - きんぴか（2016年） - 幕僚 役
  - 沈まぬ太陽（2016年）
- 遺産相続弁護士 柿崎真一 第8話（2016年、日本テレビ） - 黒岩 役
- 木曜劇場 スキャンダル専門弁護士 QUEEN（2019年、フジテレビ）
- ドラマイズム 左ききのエレン（2019年、MBS）

### 映画
- スクラップ・ヘブン（2005年）
- 響〜HIBIKI〜（2018年）
- 君は月夜に光り輝く（2019年）

### ドキュメンタリー
- NHKスペシャル（NHK総合）
  - 「メルトダウン〜福島第一原発 あのとき何が〜」（2011年12月18日）
  - 「3.11 あの日から2年 メルトダウン 原子炉"冷却"の死角」（2013年3月10日）

### 舞台
- ゴジラ（ゴジラ）
- 紺野相龍・図に乗る会（落語公演）
- PERSONAL MESSAGE（青山源三）
- 幕末・明治・高橋お伝（仕立屋銀次、ヘボン、からすたけよ）
- Bouquet（レストランのシェフ）
- しあわせのタネ(ミュージカル)
- まほろばのまつり[5]